# Schloss Havré

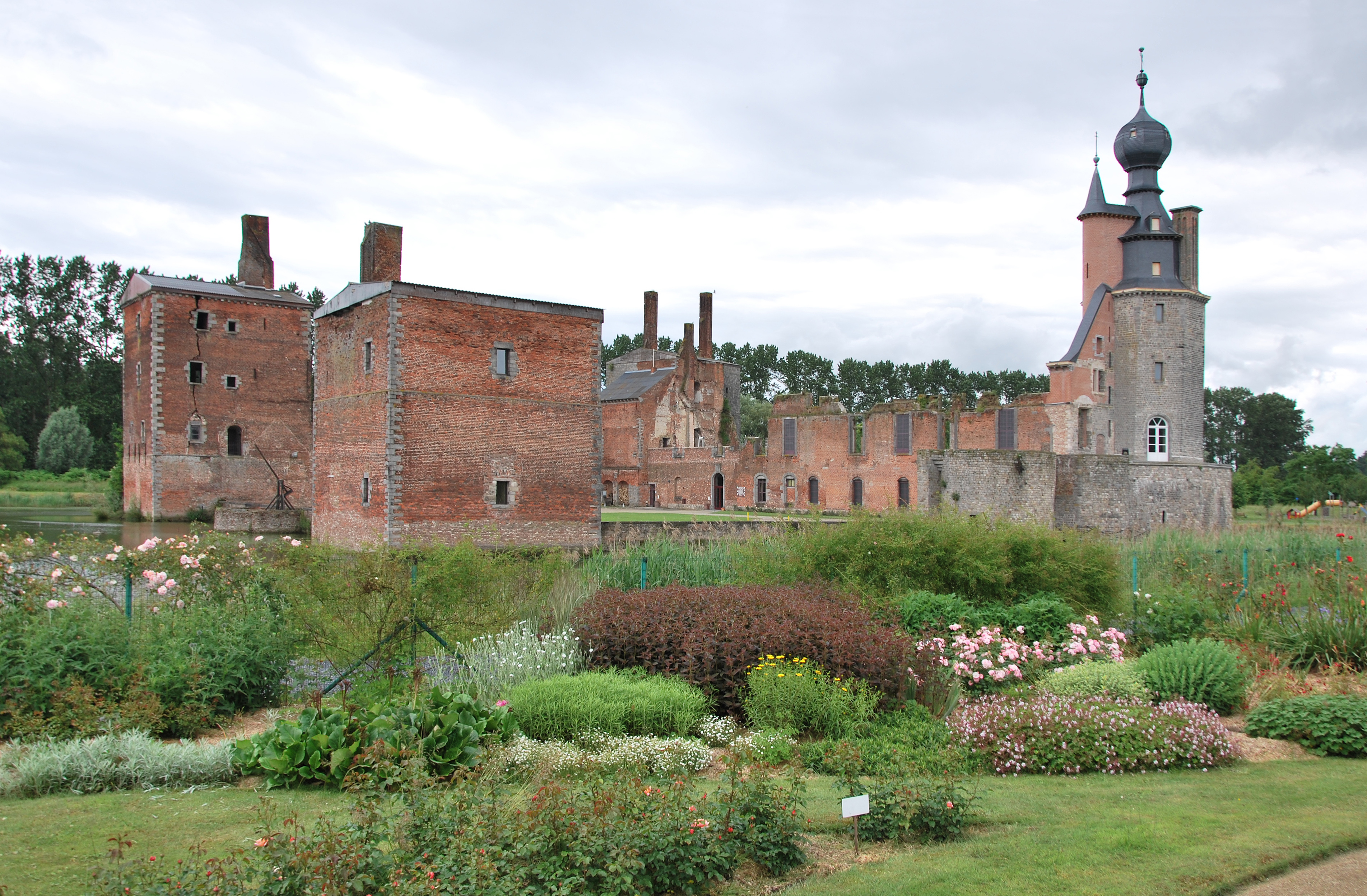
Schloss Havré, Ansicht von Südwesten

Das Schloss Havré (französisch Château d’Havré) ist eine Schlossanlage im Ortsteil Havré der belgischen Stadt Mons in der wallonischen Provinz Hennegau. Sie wurde in ihrer Geschichte mehrfach angegriffen, belagert und beschädigt oder zerstört. Weil sie nachfolgend immer wieder aufgebaut wurde, stammt ihre heutige Bausubstanz deshalb aus dem 14. bis 17. Jahrhundert. Zu den Eigentümern der Anlage zählten unter anderem die Adelsfamilien Enghien, Harcourt und Croÿ. Als das Schloss Ende des 16./Anfang des 17. Jahrhunderts zum größten Teil neu errichtet und an den damaligen Zeitgeschmack angepasst wurde, erhielt es seine heutige Form. Die seit 1936 unter Denkmalschutz stehenden Gebäude und der Schlossgarten sind für Besucher von Februar bis November geöffnet.

## Geschichte
Schon für das Jahr 1140 ist eine Herrschaft „Haverech“ überliefert, die Graf Balduin IV. von Hennegau in jenem Jahr an seinen Berater und Kampfgefährten Isaac, Schlossherr von Mons, gab. Schon zu jener Zeit existierte am heutigen Ort eine Befestigung, es ist aber unbekannt, wie sie ausgesehen hat, denn es sind keiner Reste dieser ersten Anlage erhalten geblieben. Isaacs Nachfahrin Ida von Mons heiratete um 1225 Engelbert dʼEnghien und brachte ihm die damalige Burg zu. Bei einem Angriff durch flämische Soldaten im Jahr 1395 wurde sie stark beschädigt, doch die Burgherren ließen sie in veränderter Form anschließend wiederaufbauen und gaben ihr den noch heute sichtbaren Grundriss. Gérard dʼEnghien überließ die Anlage am 28. April 1423 seinem Neffen Christophe dʼHarcourt, der 1425 mit ansehen musste, wie Brabanter Truppen seine Burg verwüsteten. Bei seinem Tod wurde er von seinem Bruder Jean beerbt, der den Besitz wiederum seiner Nichte Marie dʼHarcourt hinterließ. Als sie im März 1439 Jean dʼOrléans heiratete, brachte sie Havré an dessen Familie.

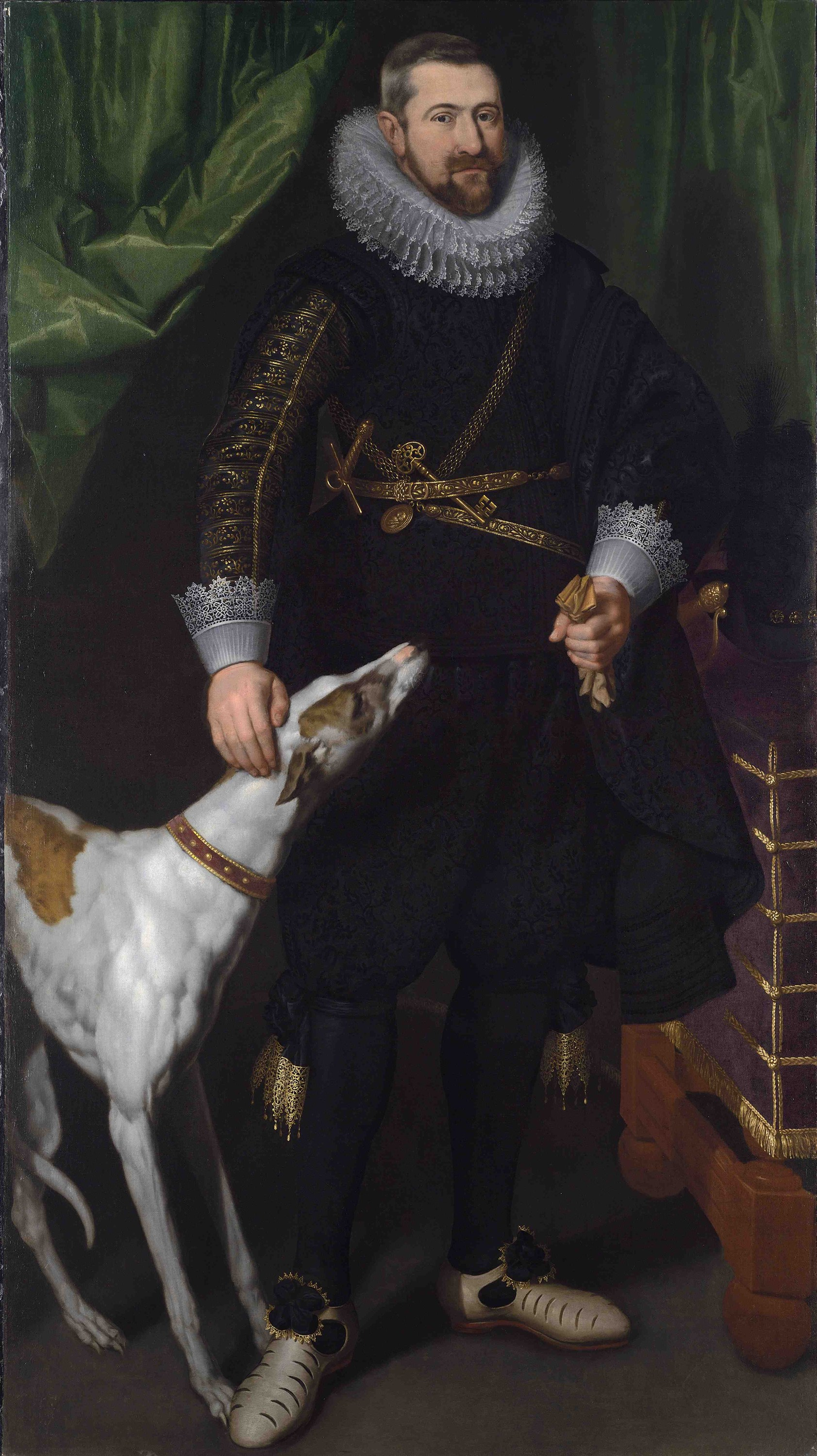
Charles-Alexandre de Croÿ erbaute das heutige Schloss

Die Burg gelangte 1518 durch Tausch an Philippe II. de Croÿ , einen der Generäle des Kaisers Karl V. und ab 1537 dessen Groß-Bailli sowie Gouverneur der Grafschaft Hennegau. Er heiratete am 9. August 1548 in zweiter Ehe Anna von Lothringen (1522–1568), eine Tochter des lothringischen Herzogs Anton II., und starb noch vor der Geburt des Sohnes Charles-Philippe, dem er das Anwesen vererbte. In der Schlacht von Montcour durch einen Musketenschuss verwundet, wurde Charles-Philippe von Ambroise Paré, dem ersten Chirurg König Karls IX. auf Schloss Havré behandelt. Er überlebte die Verwundung und baute gemeinsam mit seiner zweiten Frau Diane de Dammartin die Anlage zu einem Schloss im Stil der Renaissance um. Dieses musste 1578 zwei weitere Belagerungen überstehen. Zuerst lagerte Don Juan de Austria mit 6000 Soldaten vor Havré, zog aber unverrichteter Dinge wieder ab, und das Schloss blieb unbeschädigt. Allerdings war der Herzog von Anjou am 23. Juli des gleichen Jahres erfolgreicher: Er konnte die Anlage einnehmen, nachdem sie zuvor durch Artilleriebeschuss stark beschädigt worden war. Ein Feuer im Sommer beschädigte die Anlage dann noch einmal sehr stark, so dass Charles-Philippes Sohn, Charles-Alexandre de Croÿ, eine weitreichende Instandsetzung des Familienbesitzes in Angriff nehmen musste. Die zwischen 1590 und 1610 ausgeführten Arbeiten hatten einen fast vollständigen Neubau zur Folge, bei dem die heutige Schlossanlage entstand. Charles-Alexandre empfing dort illustre Gäste aus Kunst und Politik, so zum Beispiel Anthonis van Dyck, Peter Paul Rubens, Maria von Medici, die spanische Infantin Isabella Clara Eugenia und Eugen von Savoyen. Weil Charles-Alexandre bei seinem Tod keinen männlichen Erben hinterließ, kam das Schloss an seine Tochter Marie-Claire aus seiner ersten Ehe mit Yolande de Ligne. Gemäß der testamentarischen Verfügung ihres Vaters heiratete sie am 13. Oktober 1627 einen Verwandten: Charles Philippe de Croÿ. Für ihn wurde Havré 1627 zum Herzogtum erhoben. Nach seinem Tod ging Marie-Claire 1643 eine zweite Ehe mit seinem Stiefbruder Philippe-François de Croÿ ein.

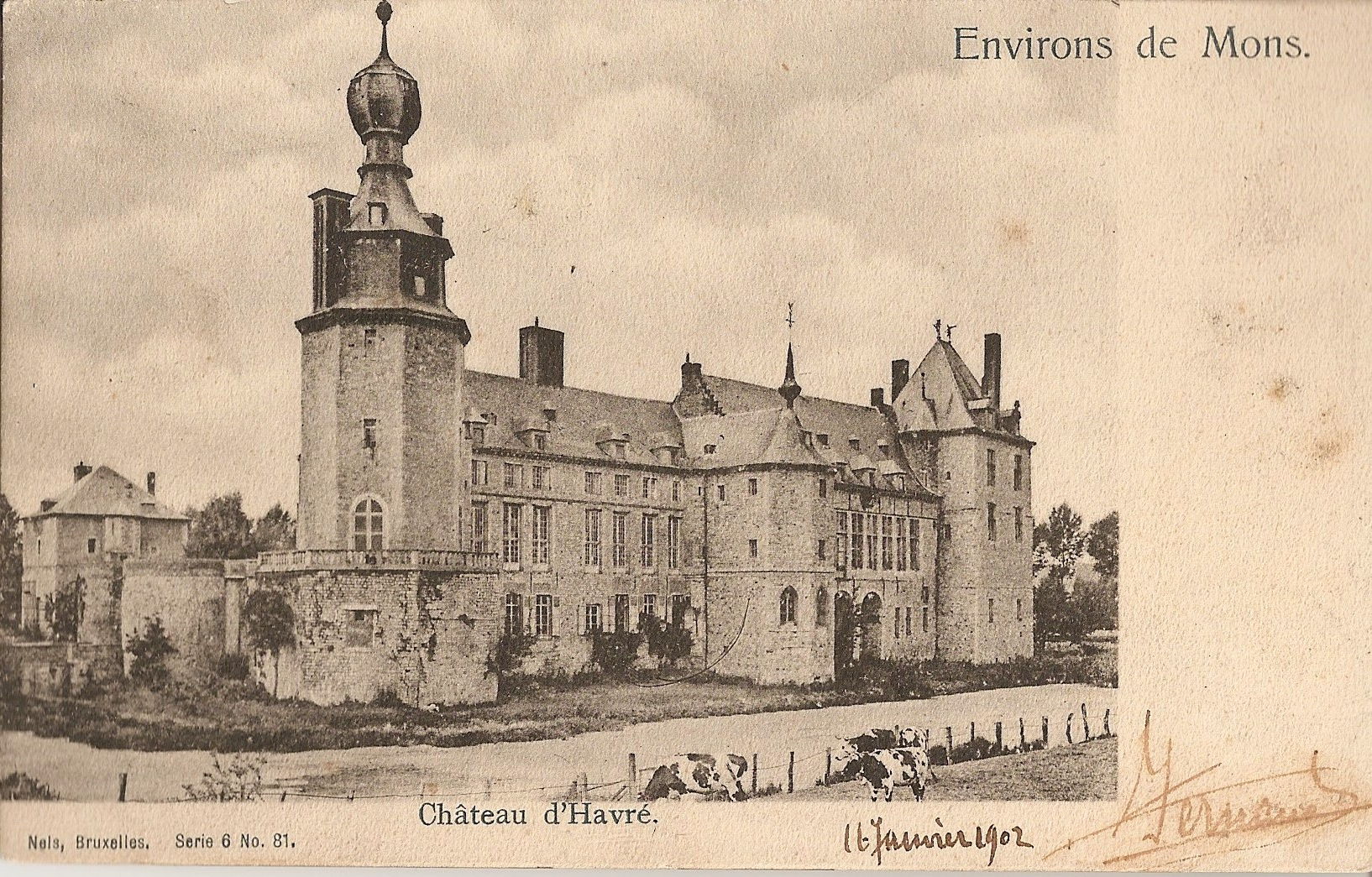
Schloss Havré auf einer Postkarte aus dem Jahr 1902

Als französische Revolutionstruppen das Gebiet von Havré nach der gewonnenen Schlacht bei Jemappes besetzten, emigrierte der letzte Herzog von Havré, Joseph Anne de Croÿ. Sein Schloss wurde konfisziert und 1792 als Nationaleigentum verkauft, Allerdings erwarb es Joseph Anne 1807 für die Familie zurück. Weil er bei seinem Tod 1839 keine Kinder hinterließ, war das Schloss seit jenem Jahr verlassen und praktisch ungenutzt. Im Ersten Weltkrieg nutzte die deutsche Armee die Anlage als Lager, später diente sie als englisches Gefängnis. 1924 erwarb Edmont Puissant das schon heruntergekommene Schloss mit der Absicht, es vor dem völligen Verfall zu retten. Diesen Plan musste er aber aufgeben und übertrug die Bauten 1927 der Provinz Hennegau. 1930 stürzte ein Teil des Schlosses ein, weil sich der Untergrund wegen Bergbauarbeiten gesenkt hatte. Weitere Teileinstürze folgten, unversehrt blieben nur die Ecktürme und ein Teil des Logis. Eine Unterschutzstellung der Anlage als Denkmal im Jahr 1936 brachte keine Besserung, die Gebäude verfielen zusehends und wurden allmählich von Pflanzen überwuchert.
1979 gründeten einige Anlieger die Vereinigung Les Amis du Château des Ducs dʼHavré (deutsch Die Freude des Schlosses der Herzöge von Havré) mit dem Ziel, das Schloss vor dem weiteren Verfall zu bewahren und durch Restaurierung zu erhalten. Seitdem wurde die Schlossinsel von wuchernder Vegetation befreit, die Zugangsbrücke wieder benutzbar gemacht, Reste des Torbaus restauriert, eingestürzte Mauern wieder aufgebaut und diverse Innenräume instand gesetzt. 2005 bis 2006 erhielt der nördliche Teil des Logis ein neues Dach, sodass der dort befindliche und Waffenkammer (französisch salle dʼarmes) genannte Saal wieder nutzbar ist. Im Enghien-Turm (französisch tour dʼEnghien) ist heute eine Bibliothek aus dem Nachlass des Historikers Emile Poumon untergebracht.

## Beschreibung

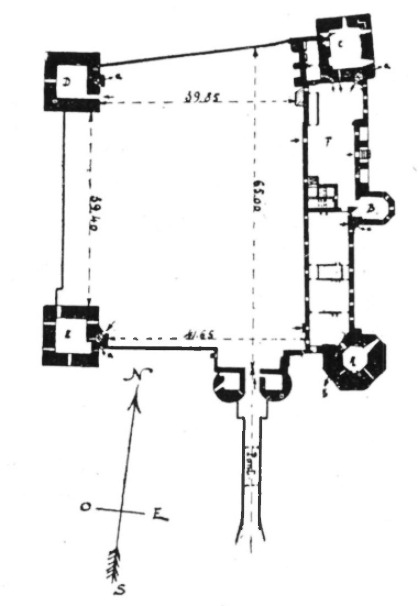
Grundriss des Schlosses in den 1920er Jahren

Das Schloss steht auf einer annähernd trapezförmigen Insel, die von einem sehr breiten, nahezu teichartigen Wassergraben umgeben ist. Seine Form mit den vier Ecktürme erinnert noch stark an eine wehrhafte, mittelalterliche Kastellburg. Für die Bauten kamen Sandsteinquader und Ziegel zum Einsatz. 
Zugang zum Schlossareal bietet die Concièrgerie, ein aus Backstein errichtetes Haus an der Rue du château. Es wurde im 17. Jahrhundert errichtet, allerdings im 19. Jahrhundert fast vollständig neu aufgebaut. Sein Mittelteil mit der rundbogigen Tordurchfahrt besitzt zwei kurze, etwas niedrigere Seitenflügel. Von dort führt ein geradliniger Weg nach Norden zur Schlossinsel, die über eine lange, steinerne Bogenbrücke betreten werden kann. Sie endet an den Resten des einstigen Torbaus an der Südseite. Von dessen zwei halbrunden Flankierungstürmen sind nur noch die Erdgeschosse mit ihren Tonnengewölben übrig. Seit Ende des 18. Jahrhunderts befindet sich zwischen ihnen ein zweiflügeliges Gittertor im Stil Louis-seize, das Zugang zum Schlosshof gewährt.
Das Schloss besteht heute aus vier Ecktürmen und den Überresten des Logis, das die gesamte Ostseite der Insel einnimmt. An den übrigen drei Seiten waren die Türme früher durch Kurtinen miteinander verbunden, diese sind jedoch nicht mehr erhalten. Der Enghien-Turm an der Südost-Ecke besitzt eine achteckige Form, die drei übrigen Ecktürme haben einen viereckigen Grundriss. Das Erdgeschoss und die zwei ersten Obergeschosse des Enghien-Turms stammen aus dem 14. Jahrhundert. Das kleinere, vierte Geschoss sowie die schiefergedeckte Haube mit zwiebelförmigem Aufsatz und Wetterfahne kamen erst 1603 hinzu. Der Turm steht auf einem hohen, achteckigen Fundament, das wesentlich breiter ist als die darauf aufsetzenden Geschosse. Dies deutet darauf hin, dass der Sockel älter als die Aufbauten ist.
Die beiden westlichen Ecktürme aus Backstein mit Eckquaderungen stammen aus der zweiten Hälfte des 16. Jahrhunderts. Der dreigeschossige Turm an der Nordwestecke wird Gästeturm (französisch tour des hôtes) genannt, weil dort im Mittelalter Gäste empfangen und bewirtet wurden. Seine Mauern sind rund 2,5 Meter dick, sodass in der Mauerstärke genügend Platz für eine Wendeltreppe ist. Der südwestliche Eckturm ist niedriger als sein nördliches Pendant, denn ihm fehlt seit dem 17. Jahrhundert das oberste Geschoss. Er wird Wachenturm (französisch tour des gardes) genannt und besitzt im Erdgeschoss ein Kreuzrippengewölbe, dessen Schlusssteine das Wappen der Familie Enghien zeigen. Im Obergeschoss sind Waffen und Rüstungen sowie Möbel aus dem 16. und 17. Jahrhundert zu sehen, die aus dem Nachlass von Edmont Puissant stammen.
An der Ostseite steht über die gesamte Länge der Schlossinsel der ehemals zweigeschossige, renaissancezeitliche Wohnbau der Anlage. Er bestand aus zwei Teilen, die unterschiedlich lang und unterschiedlich hoch waren. Ihr Mauerwerk bestand aus Ziegeln, die mit Sandsteinquadern verblendet waren. Der südliche Teil wird Flügel Annas von Lothringen (französisch aile Anne de Lorraine) genannt und ist eine Ruine. Er soll in der Zukunft für kulturelle Zwecke nutzbar gemacht werden. Im nördlichen Teil liegt im Erdgeschoss der sogenannte Waffensaal, ein restaurierter Festsaal, der für Veranstaltungen gemietet werden kann. In der Mitte des Logis liegt die gotische Schlosskapelle aus dem 15. Jahrhundert. Sie ist allerdings nicht der erste sakrale Bau der Anlage, sondern besaß eine Vorgängerin, denn schon für das Jahr 1370 ist eine Kapelle für Havré verbürgt. Der zweigeschossige Bau ist dem heiligen Johannes geweiht und ragt mit seiner dreiseitigen Apsis in den Wassergraben hinaus. Sein oberes Stockwerk ist ruinös, während das Erdgeschoss restauriert wurde. Im Inneren wird das Erdgeschoss von einem Kreuzrippengewölbe überdeckt, dessen Gewölberippen aus Blaustein auf Konsolen aus hellem Sandstein ruhen. Seine Schlusssteine zeigen die Wappen der Familien Enghien und Croÿ.
Das Logis wird von den östlichen Ecktürmen der Anlage flankiert. Der nördliche von ihnen wird Küchenturm (französisch tour des cuisines) genannt. Auch sein Backsteinmauerwerk war früher außen mit Sandsteinquadern verkleidet. Sein Erdgeschoss besitzt ein Kreuzrippengewölbe mit Schlusssteinen, die das Enghien-Wappen zeigen. Seine Obergeschosse sind durch einen angebauten Treppenturm mit Wendeltreppe zu erreichen. Ein kleiner Anbau an der Hofseite diente früher als Backhaus.
Südlich und südwestlich der Schlossinsel liegt ein 6000 m² großes Gartenareal, in dem unter anderem etwa 100 verschiedene Rosensorten gepflanzt wurden. Insgesamt stehen dort rund 3500 Rosengewächse. Früher stand dort ein Wirtschaftshof aus der ersten Hälfte des 17. Jahrhunderts, der jedoch nicht mehr erhalten ist. Er verschwand im 19. Jahrhundert.

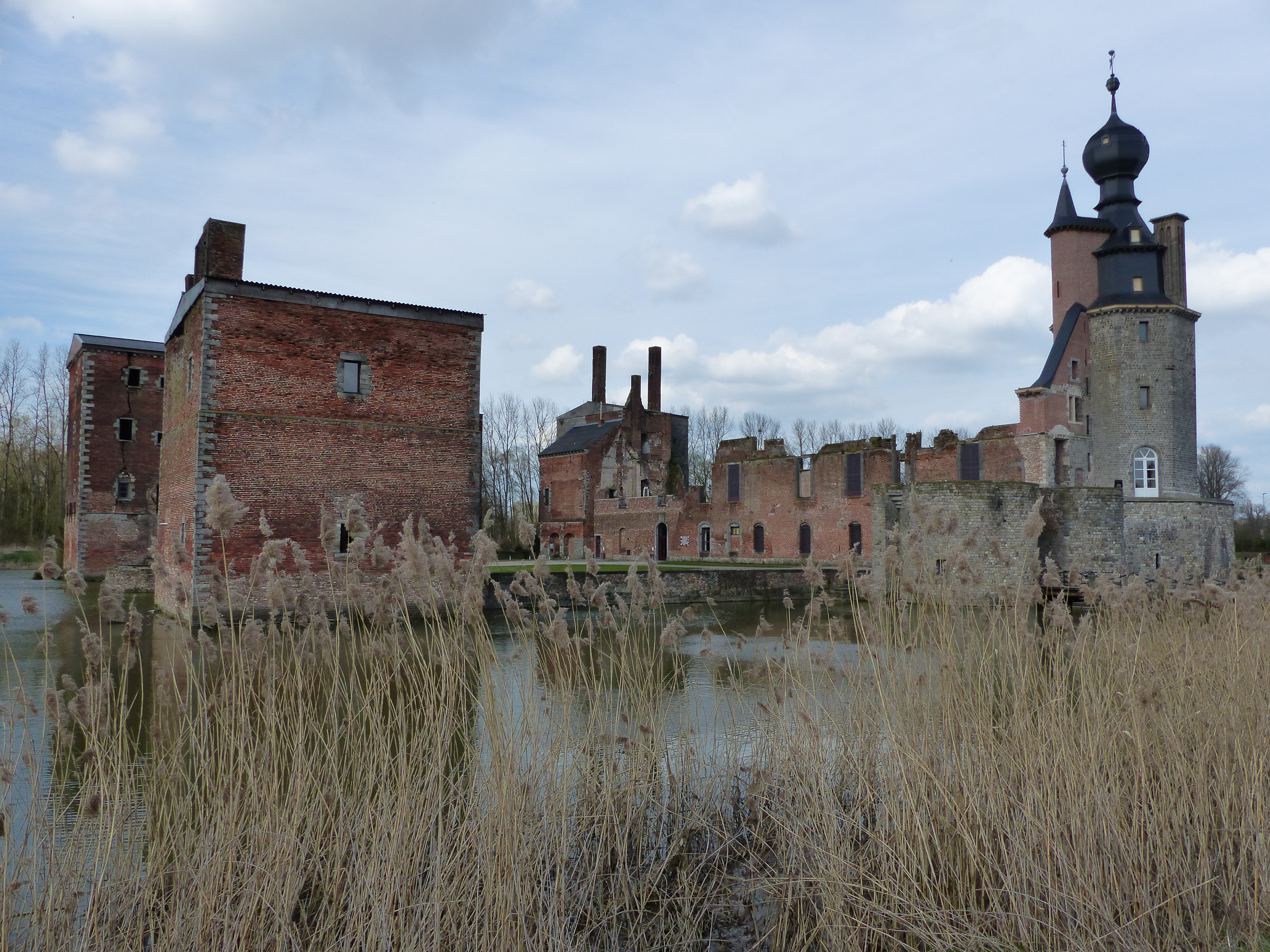
Westseite
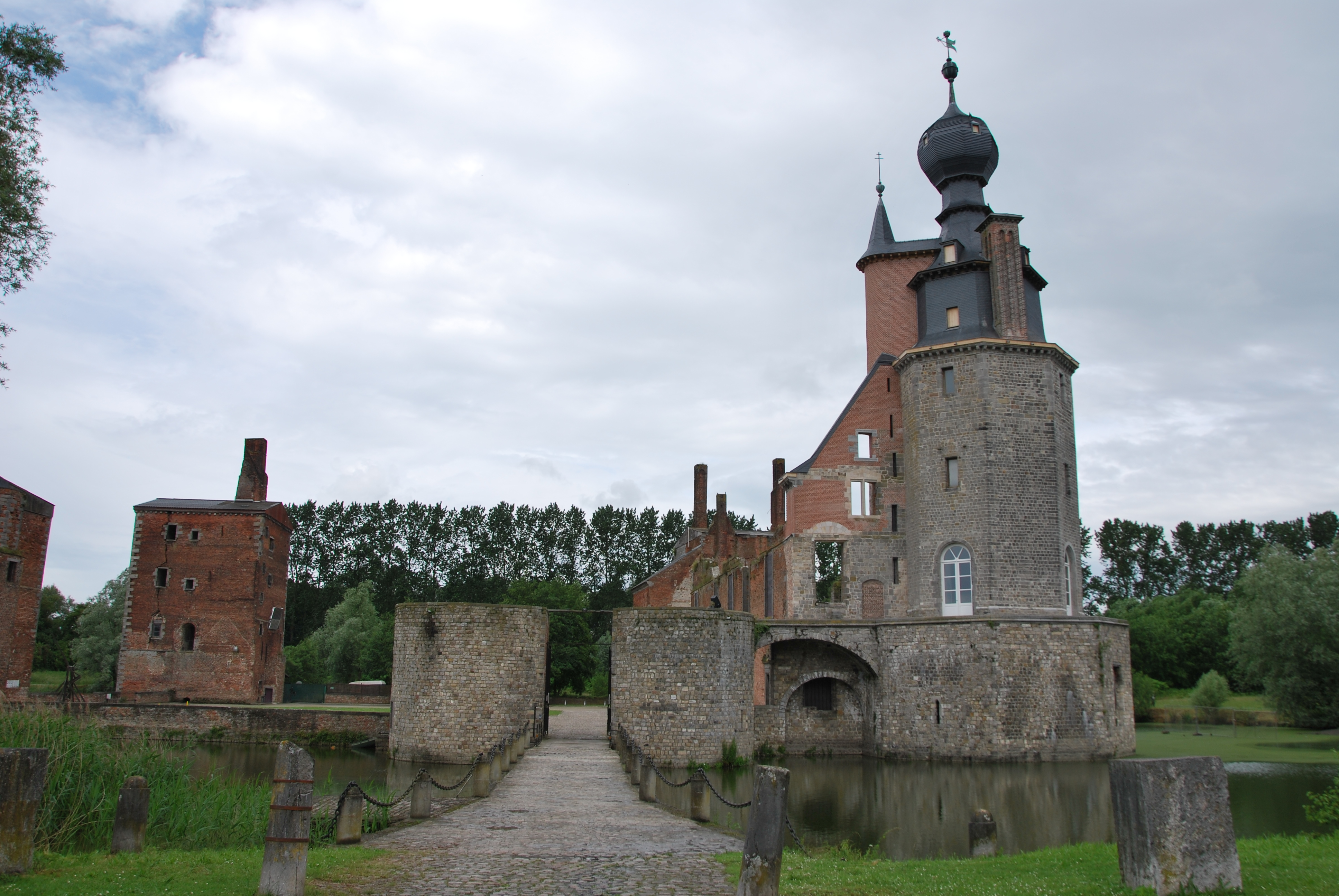
Südseite
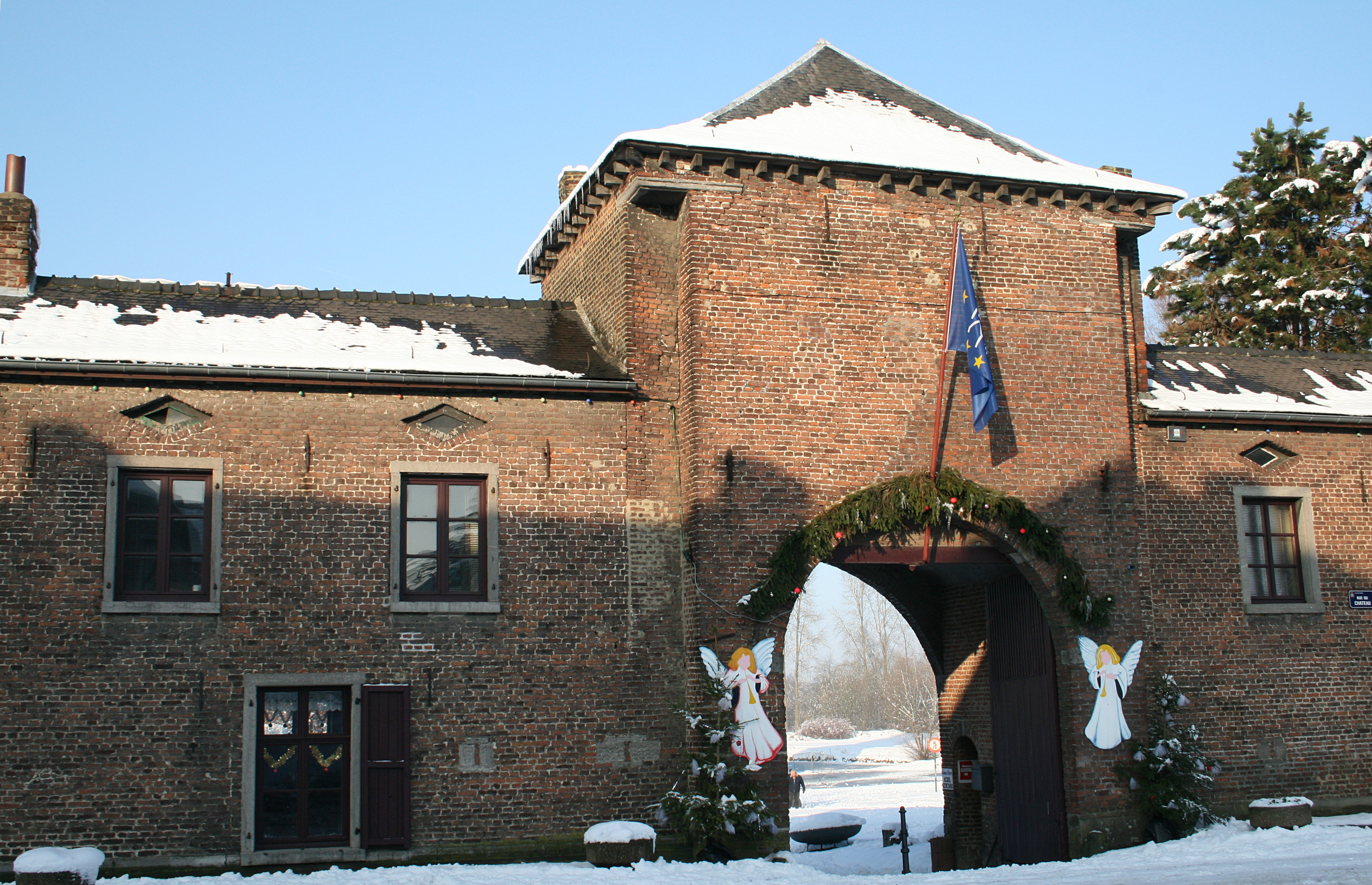
Die Concièrgerie
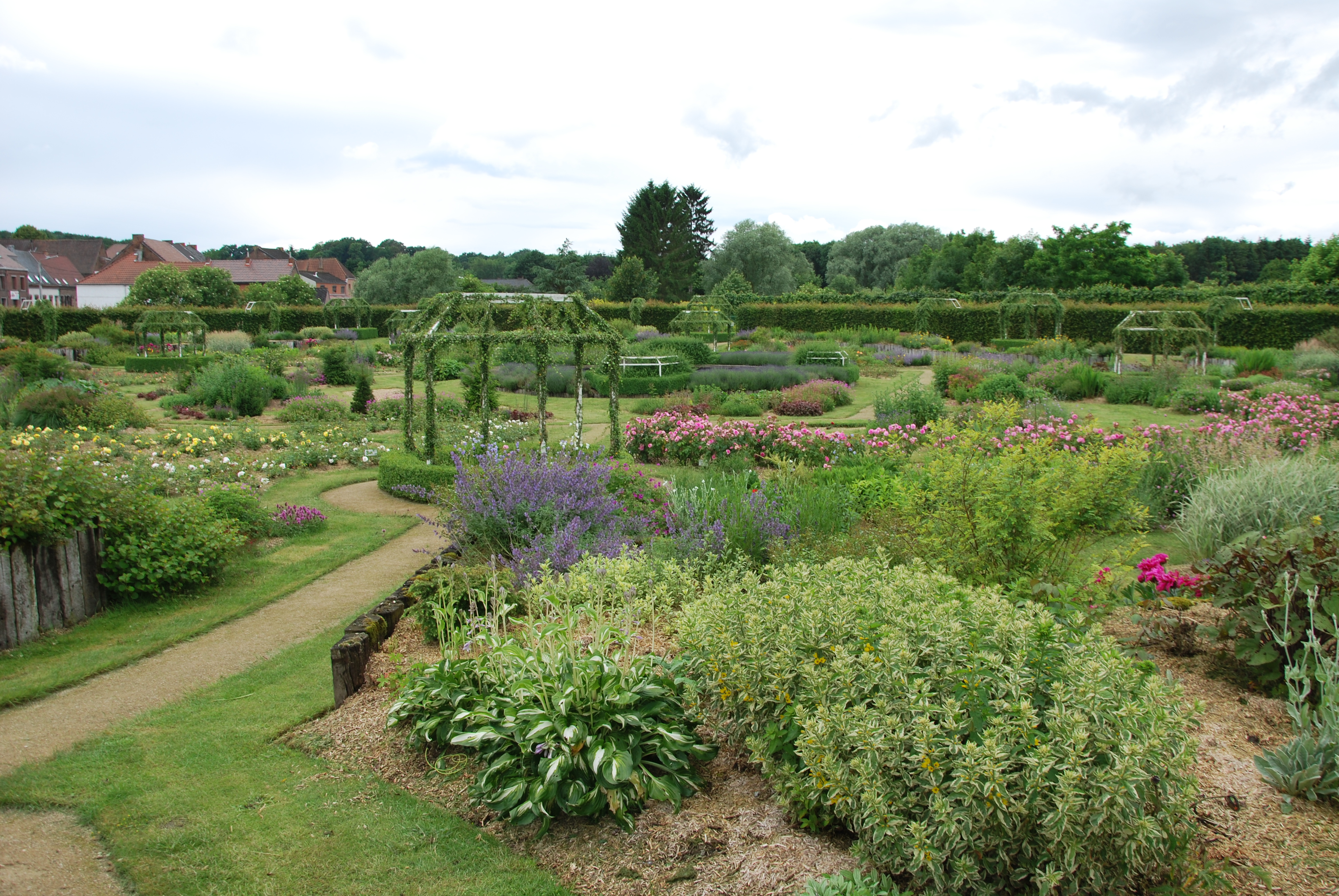
Teil des Gartens